# Scopolijev kozliček
Scopolijev kozliček (znanstveno ime Cerambyx scopolii) je v Sloveniji zavarovana vrsta hrošča iz družine kozličkov.

## Opis
Scopolijev kozliček zraste med 17 in 28 mm v dolžino, živi pa do 1600 metrov nad morjem. Samica izleže jajčeca v skorjo hrastov, vrb in kostanja, ličinke, ki lahko v dolžino dosežejo do 5 cm, pa sprva vrtajo rove pod skorjo, kasneje pa tudi v les in lahko, kadar jih je preveč, drevo celo uničijo. Po dveh letih se v lesu zabubijo, maja naslednje leto pa se iz bub razvijejo odrasli osebki. Odrasli hrošči se hranijo s cvetnim prahom na bezgu, drenu, raznih kobulnicah in vrtnicah
V severni Ameriki velja za invazivno vrsto.